# Thors besøg hos Gejrrød
Thors besøg hos Gejrrød er en fortælling fra den nordiske mytologi.
Loke blev engang fanget af jætten Gejrrød, da han fløj omkring i jotunheim iført Friggs falkeham, som han havde stjålet. Da Gejrrød så ind i falkens øjne forstod han straks at fuglen var en anden og spurgte den, "hvem er du". Da Loke nægtede at svare låste Gejrrød ham inde i tre måneder uden hverken vådt eller tørt, indtil Loke var mør og klar til at tale. Loke forstod snart, at han ikke ville slippe før han havde lovet at få lokket Thor med til Gejrrøds gård, som en våbenløs mand og indvilligede heri. Det lykkedes ham uden videre vanskeligheder at få Thor med uden våben.

## Hos Grid
På deres rejse til Gejrrød tog de vejen forbi Grid. Hun er moder til Vidar den Tavse og derfor venlig stemt over for aser, og da hun hørte om deres færd insisterede hun på, at Thor skulle låne hendes stav Gridarvol, hendes jernhandsker og hendes styrkebælte. Således udrustet fortsatte Thor sin rejse mod Gejrrøds gård (I overleveringen forsvinder her Loke ud af historien).

## I fossen Vimur
Thor kom da til en bred fos, Vimur kaldtes den. Thor lod sig ikke afskrække og stagede sig ud med Gridarvol i hånden. I midten af fossen svulmede den pludselig op og strømmen blev så stærk at selv Thor ikke kunne fortsætte. Han opdagede da, at det var Gjalp, som stod overskrævs over fossen og tissede. Thor udbrød af sine lungers kraft : "En elv skal stæmmes ved dens udspring" og kastede et enormt klippestykke, som stoppede væskens tilgang. Således afkræftet lykkedes det Thor at få fat i et rønnetræ og trække sig selv op på bredden. Det er derfor med rette at rønnen kaldes for "Thors frelse".

## Hos Gejrrød
Herefter ankom Thor udhvilet til Gejrrøds gård, hvor han blev budt en stol i stalden. Snart efter han havde sat sig løftedes den fra gulvet og pressede ham mod loftet, men Thor stødte fra med Gridarvol af alle sine kræfter og hørte en voldsom knagende lyd – lyden af jættens døtre – Gjálp og Greips brækkede rygge. 
Så lod Gjerrød ham endeligt få fremtræde i gildesalen, hvor Thor skulle dyste med jætterne i brydekamp. Med samtlige Gejrrøds mænd besejret nåede Thor frem til Gejrrød selv og jætten kaster en kloende jernbolt mod ham, men Thor, der jo havde Grids jernhandsker på, greb den blot, og Gejrrød krøb i skjul bag en jernstøtte. Thor, nu hvidglødende af raseri, kastede med al sin styrke jernbolten, som borede sig tværs gennem jernstøtten, gennem Gejrrød og muren bag ham og dybt ned i jorden.
Således endte Gejrrøds møde med Thor og det eneste han fik ud af sin aftale med Loke var døden.
Historien om Gejrrød findes i Skáldskaparmál.